# Eleazar de Mauvillon
Eleazar de Mauvillon (* 15. Juli 1712 in Tarascon; † 26. April 1779 in Braunschweig) war ein französisch-deutscher Schriftsteller, Historiker und Hochschullehrer.

## Leben
De Mauvillon war der Sohn des Landadligen Esprit Guillaume de Mauvillon (* um 1670) und dessen Ehefrau Anne (geb. de Farges). Er war seit 1740 mit Marie Bonne (* 1707 in Halberstadt; † 1763), Tochter des französischen Richters Scipio le Jeune de Mouland († 1726), verheiratet. Sein Sohn war der Schriftsteller Jakob Mauvillon und dessen Sohn der preußische Oberst Friedrich Wilhelm von Mauvillon. Seine Tochter Friederike Mauvillon war in zweiter Ehe mit dem Schriftsteller August Gottlob Eberhard verheiratet.
Mauvillon stammte aus der Provence. Aufgrund seiner protestantischen Haltung, er war Angehöriger des augsburgischen Glaubensbekenntnisses, verließ de Mauvillon seine Heimat und ließ sich in Dresden nieder. Er studierte in Leipzig, wo er auch ein Knabeninstitut gründete und war zunächst Geheimer Sekretär am Hof Augusts III., des Königs von Polen und Kurfürsten von Sachsen und Lehrer des Erbprinzen. Später siedelte er nach Leipzig über und betätigte sich dort als Schriftsteller; als Privatdozent lehrte er auch die französische Sprache an der Universität Leipzig, ehe er 1756 als Professor für die Französische Sprache an das Collegium Carolinum nach Braunschweig kam. Er war 1765 in die Freimaurerloge „St.-Charles de l’indissoluble Fraternite“ eingetreten, war seit 1766 deren Sekretär, wurde deren Redner und erster Aufseher der Stiftung der Loge „St.-Charles de la Concorde“. Mehrere seiner Reden wurden auch gedruckt herausgegeben.

## Schriften (Auswahl)
- Histoire de François Eugene, prince de Savoie et de Piemont, marquis de Saluces, général en chef des armées de sa majesté impériale & catholique, premier ministre d’état, président du Conseil de guerre. (Band 1, Band 2 digitale-sammlungen.de).
- Lettres Françoises et Germaniques: Ou Reflexions militaires, litteraires, et critiques sur les François et les Allemans; Ouvrage également utile aux Officiers et aux Beaux-Esprits de l’une et de l’autre Nation. Allemand, London 1740 (digitale-sammlungen.de).
- Histoire Du Prince François Eugene De Savoie, Generalissime Des Armées De L’Empereur Et De L’Empire Enrichie des Plans des Batailles & des Médailles nécessaires pour l’intelligence de cette Histoire. 5 Bände, Arkstee & Maerkus, Amsterdam 1740 (Band 1, Band 2, Band 3, Band 4, Band 5 digitale-sammlungen.de).
- Histoire de Fréderic Guillaume I. Roi de Prusse et electeur de Brandenbourg. Amsterdam 1741 (Band 1, Band 2).
- mit Ludvig Holberg: Voyage de Nicolas Klimius dans le Monde Souterrain. Jacques Preuss, Kopenhagen 1741 (digitale-sammlungen.de).
- Histoire de Pierre I. surnommé Le Grand, Empereur de toutes les Russies. Arkstée et Merkus, Amsterdam / Leipzig 1742 (Band 1, Band 2, Band 3 digitale-sammlungen.de).
- Histoire Du Prince Eugene De Savoye. Aux Depens De La Compagnie, La Haye 1743 (Band 1, Band 2 digitale-sammlungen.de).
- Histoire de la dernière guerre de Bohème. Lenclume, Frankfurt 1745 (Band 1, Band 2 digitale-sammlungen.de).
- mit Antoine François Prévost d’Exilles: Mémoires et aventures d’un honnête-homme. Gautier, Amsterdam 1746 (digitale-sammlungen.de).
- Le Droit Public Germanique. Mortier, Amsterdam 1749 (Band 1, Band 2 digitale-sammlungen.de).
- Remarques sur les Germanismes. Amsterdam / Leipzig 1749 und 1759 (Band 1, Band 2 google.de).
- Traité général du stile: avec un traité particulier du stile epistolaire. Mortier, Amsterdam 1750 (digitale-sammlungen.de).
- Voyage historique de l’Amérique méridionale fait par ordre du roi d’Espagne. Paris 1752 (Band 1 gallica.fr), Amsterdam / Leipzig 1752 (Band 2 googe.de).
- Le Soldat Parvenu Ou Memoires Et Aventures De Mr. De Verval Dit Bellerose: Enrichi de figures en taille-douce. Walther, Dresden 1753 (Band 1, Band 2 digitale-sammlungen.de).
- mit Antoine François Prévost d’Exilles: Mémoires D'Un Honnête-Homme: Revûs, Corrigés, Augmentés D’Un Second Volume, Et Imprimés Sur Un Nouveau Manuscrit De L’Auteur. Dresden 1753 (Band 1, Band 2 digitale-sammlungen.de).
- mit Johann Leonard Frisch: Nouveau dictionnaire des passagers francois-allemand et allemand-francois, oder, Neues frantzoesisch-teutsches und teutsch-frantzoesisches Woerter-Buch. Leipzig 1755 (google.de).
- Histoire De La Dernière Guerre De Bohème: Enrichie Des Cartes, Des Plans De Batailles Et Des Sièges. Mortier, Amsterdam 1756 (Band 1, Band 2, Band 3 digitale-sammlungen.de).
- mit David Hume, Ange Goudar: Discours Politiques De Mr. David Hume. Schreuder & Mortier, Amsterdam 1756 (Band 1, Band 2, Band 3 digitale-sammlungen.de).
- Reflexions d’un militaire sur l’utilite de la religion pour la conduite des armees et le gouvernement des peuples addressees au governement, a l’etat militaire et a la magistrature par M. De M *****, capitaine de cavallerie. 1759 (google.de).
- Histoire de la vie, du règne et du détrônement d ́Iwan III., empéreur de Russie: assassiné à Schlüsselbourg dans la nuit du 15. au 16. juillet. London 1766 (digitale-sammlungen.de).
- Histoire De Gustave-Adolphe Roi De Suede. Chatelain, Amsterdam 1764 (Band 1, Band 2, Band 3, Band 4 digitale-sammlungen.de).
- Geschichte von dem Leben, der Regierung, und Verstoßung vom Throne Jvans III. Kaisers von Rußland, der in der Nacht vom 15. auf den 16. Julius (n. St.) 1764. zu Schlüsselburg meuchelmörderischer Weise ums Leben gebracht worden. Weißenfels 1766 (digitale.bibliothek.uni-halle.de).
- Paradoxes moraux et litteraires. Amsterdam 1768 (google.de).
- Des Herzoglich Braunschweigischen Ingenieur-Obristlieutnants Mauvillon gerichtliche Verhöre und Aussagen den Verfasser der Schrift [von Carl Friedrich] Bahrdt mit der eisernen Stirn betreffend. Braunschweig 1771
- Geschichte Gustav Adolphs, Königs von Schweden: aus den Arkenholzischen Handschriften und den vornehmsten Geschichtschreibern. Löwe, Breslau 1775 (Band 1, Abteilung 1 Abteilung 2, Band 2, Abteilung 1, Abteilung 2 digitale-sammlungen.de).
- Histoire Du Prince Eugène De Savoye, Généralissime Des Armées de l’Empereur & de l’Empire : Enrichie de Figures en Taille-Douce. Wien 1777 (Band 1, Band 2, Band 3, Band 4, Band 5 digitale-sammlungen.de).

Briefe
- Brief von François Thomas Marie de Baculard d’ Arnaud an Eleazar de Mauvillon. 1743 (uni-kassel.de).
- Brief von Eleazar de Mauvillon an Rudolf Erich Raspe. 1772 (uni-kassel.de).
- Brief von Eleazar de Mauvillon an Rudolf Erich Raspe. 1772 (uni-kassel.de).
- Brief von Eleazar de Mauvillon an Jakob Mauvillon. 1772 (uni-kassel.de).
- Brief von Jakob Mauvillon an Eleazar Mauvillon. 1775 (uni-hamburg.de).